# Pfarrkirche Siezenheim

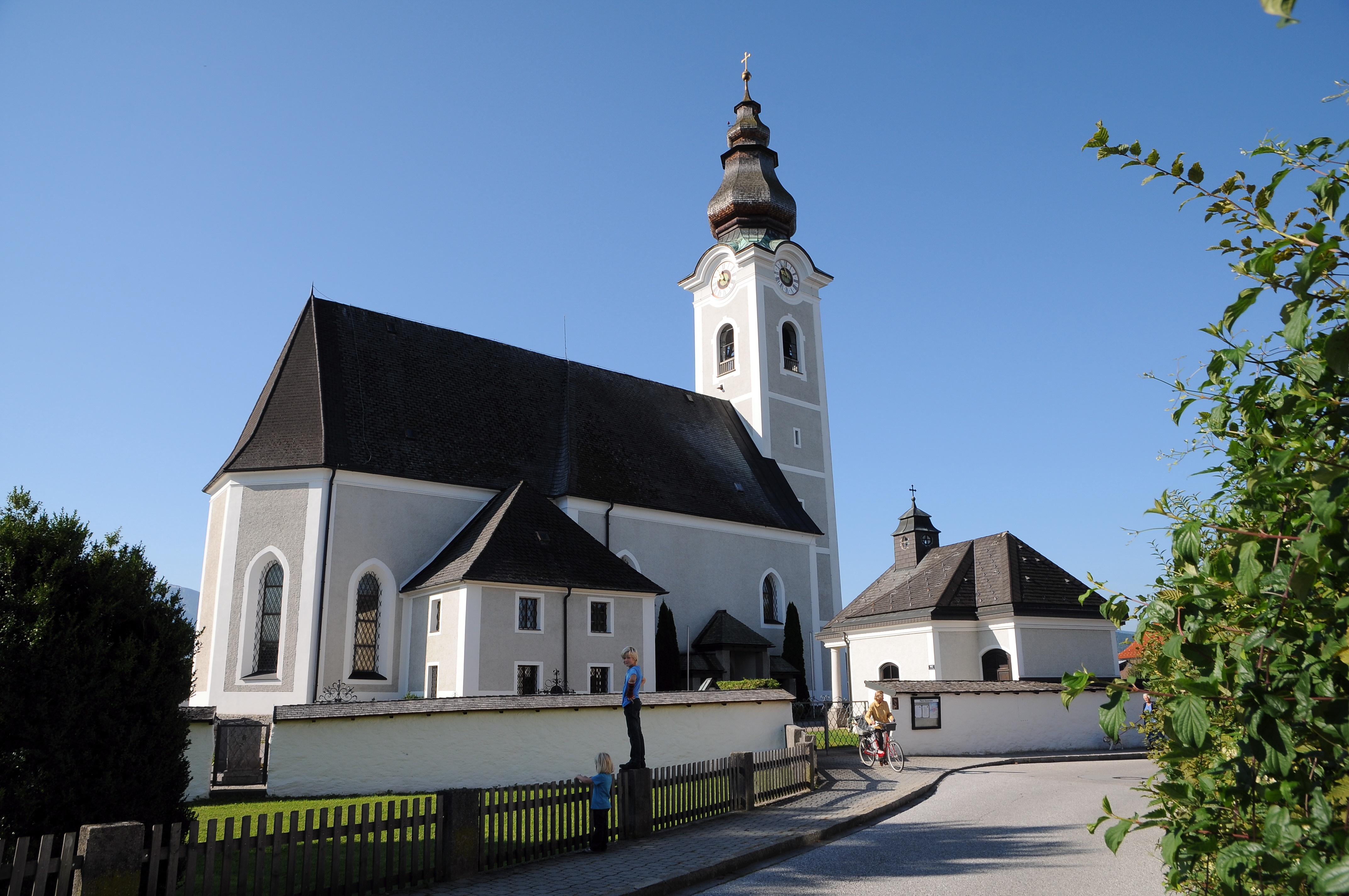
Pfarrkirche Mariae Geburt in Siezenheim

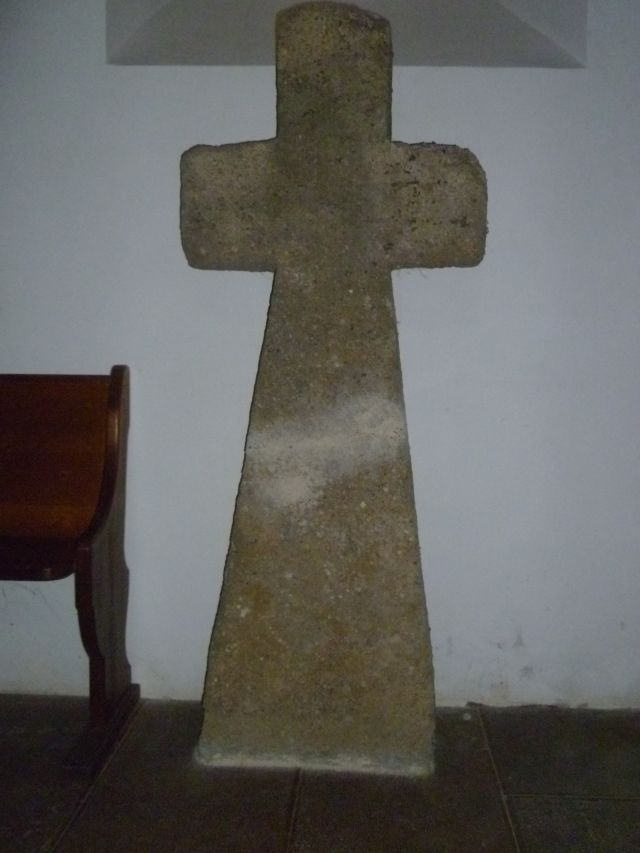
Romanisches Kreuz von 926 im Vorraum der Pfarrkirche Siezenheim

Die römisch-katholische Pfarrkirche Siezenheim zu Unserer Lieben Frau Geburt befindet sich in der Gemeinde Wals-Siezenheim in der Nähe von Salzburg. Das Patroziniumsfest wird am 8. September, Mariä Geburt, begangen. Sie wurde zwischen 1500 und 1506 erbaut und am 15. April 1506 vom Passauer Weihbischof Nikolaus Kaps konsekriert, 1735 wurde der noch bestehende Kirchturm errichtet.

## Pfarrgeschichte
Siezenheim wurde, wie anhand von Grabbeigaben erschlossen werden kann, um 500 n. Chr. von Germanen (Ostgoten, Bajuwaren) besiedelt, die naheliegender Weise dem germanischen Götterglauben anhingen. Die namensgebende Sippe waren die Sizo oder Suozzi. Während andere Orte in der Umgebung sehr früh wegen Schenkungen an die Kirche Salzburgs erwähnt werden, wird Siezenheim wird in den „Notitia Arnonis“ von 788/790 nicht genannt. Im Jahr 927 findet man die erste Erwähnung Siezenheims, da hier der Diakon Reginold dem Erzbischof Odalbert von Salzburg seinen Besitz bei Fridolfing gegen eine Hube in Suozinheim und eine weitere bei Eitelsberg bei Lamprechtshausen eintauscht.
Das älteste christliche Kulturdenkmal in der Kirche ist ein romanisches Steinkreuz mir stilisierter Darstellung des Gekreuzigten, das nun im Eingangsbereich der Pfarrkirche Siezenheim besichtigt werden kann. Der Ortschronist Franz Müller datierte das aus Konglomeratstein gefertigte Kreuz in das Jahr der Ungarneinfälle um 926.
Obwohl aus diesen und anderen Urkunden belegt werden kann, dass die Salzburger Kirche in Siezenheim Besitztümer hatte, ist von einer seelsorgerischen Betreuung der Bevölkerung nicht die Rede, eventuell weil diese von Wals aus oder direkt durch den Domklerus erfolgte. Als Gründer der Pfarre Siezenheim gilt Erzbischof Konrad I. von Abenberg, der 1122 dem Salzburger Domstift Pfarrrechte auch in Siezenheim übertrug. Dass bereits zu dieser Zeit eine Kirche bestand oder sogar ausgebaut wurde, lässt sich zwar vermuten, ist aber baulich nicht abgesichert. Die Pfarre Siezenheim umfasst damals auch die Gebiete von Liefering, Maxglan und Wals.
Der erste geschichtlich nachweisbare Pfarrer von Siezenheim ist ein 1281 als Zeuge bei Beurkundungen erstmals erwähnter Meinhalmus; diese Jahreszahl gilt heute als offizielle Pfarrgründung. Im Jahre 1340 erfolgt die päpstliche Bestätigung von Papst Benedikt XII. aus Avignon der Inkorporation (Einverleibung) der Pfarrei Siezenheim durch das Salzburger Domkapitel. Damit wurde ein bereits seit 200 bestehender Zustand offiziell bestätigt.
1394 erfolgte wegen eines Brandes ein Kirchenneubau, dieser wurde am 6. Mai 1397 durch den Weihbischof Leonhard neu eingeweiht. Papst Bonifaz IX. verlieh am 18. Oktober 1398 der neu geweihten Kirche zu Unserer Lieben Frau in Suczenhaym einen Ablass von 100 Tagen. Am 9. Februar 1451 verlieh der Kardinal Nikolaus von Kues der Siezenheimer Kirche für weitere Kirchenfeste einen Ablass von 100 Tagen, wobei nochmals betont wurde, dass die Pfarre in die Mensa des Domkapitels inkorporiert sei, das dem Siezenheimer Vikar ein angemessenes Gehalt zur Verfügung zu stellen habe.
1499 sollte die Siezenheimer Kirche erweitert und neu eingedacht werden; bevor dies in Angriff genommen werden konnte, vernichtete 1500 ein Brand die Kirche. Auch hier wurde durch die Gewährung von Ablässen die Spendenbereitschaft der Bevölkerung anzustacheln versucht. Nach juristischen Auseinandersetzungen mit dem Stift Nonnberg, das vertraglich zur Kostenübernahme verpflichtet war, konnte innerhalb von vier Jahren ein spätgotisches Kirchengebäude errichtet und am 14. April 1506 durch Weihbischof Nikolaus Kaps geweiht werden konnte.
Die Bestrebungen, einen hohen Kirchturm zu errichten, gehen bis auf das Jahr 1580 zurück. Aus finanziellen Gründen und weil ein spitzer Turm Blitze anziehen würde, überließ das Domkapitel den Siezenheimern dem Turmbau nach „ihrem Säckel“; ein Teil der Kosten mussten von der offensichtlich besser dotierten Filialkirche in Gois ausgeliehen werden. Im März 1734 kam es in der Kirche zu einem Dachstuhl- und Kirchturmbrand, sodass ein Turmneubau notwendig wurde. 1751 wurde eine neue Glocke installiert, die bis zu ihrer Ablieferung für Kriegszwecke im Jahr 1916 die größte Glocke im Siezenheimer Glockenturm war.

## Baubeschreibung
Die von weitem sichtbare Kirche ist von einem Friedhof umgeben, der sich durch stilvoll errichtete Gräber auszeichnet. Der spätgotische Kirchenbau von 1506 wurde äußerlich lediglich durch den Bau des Turms 1735 verändert. Die älteste Heiligenfigur in der Kirche ist eine gotische Marienstatue von 1480. Bemerkenswert sind die erhaltenen Fresken aus dem 15. und 17. Jahrhundert, u. a. mit der Anbetung der Könige, einer Apostel- bzw. Hostienmühle und einer Darstellung des Christophorus. Das spätgotische Taufbecken stammt aus dem Jahr 1515, die Altarblätter wurden von Johann Franz Pereth (1622–1678), Augsburger Bürger und Mitglied der Augsburger Malerzunft, 1677 angefertigt. Der Hauptaltar stellt Maria als Königin des Himmels dar. Auf dem linken Seitenaltar ist die Enthauptung der Heiligen Katharina abgebildet, auf dem rechten ist die Beschießungsszene des Heiligen Sebastian zu sehen. Das den Kirchenraum abschließende schmiedeeiserne Gitter stammt von 1694.

## Orgel
Die Orgel in der Pfarrkirche von Siezenheim wurde im Jahre 1905 von Albert Mauracher hergestellt und hat pneumatische Traktur, zwölf Register, zwei Manuale und Pedal. 1998 und 2014 erfolgten jeweils Sanierungen durch Orgelbau Pieringer (Haag/NÖ).
Disposition
| I. Manual C–f3 |    |
| Principal      | 8' |
| Gedeckt        | 8' |
| Gamba          | 8' |
| Oktav          | 4' |
| Flöte          | 4' |
| Mixtur III-IV  | 2′ |

| II. Manual C–f3 |    |
| Filomela        | 8' |
| Dulciana        | 8' |
| Praestant       | 4′ |
| Flautino        | 2' |

| Pedal C–d1 |     |
| Subbass    | 16' |
| Octavbass  | 8'  |

Koppeln: Manual II-I, Suboktavkoppel II-I, Superoktavkoppel I-I, Pedal I-P und II-P. Spielhilfen: Pleno und drei feste Kombinationen

## Bemerkenswertes
Von 1764 bis zu seinem Tode war Johann Georg Kajetan Egedacher (1711–1770) Pfarrer in Siezenheim. Er hatte anfangs, wie alle aus der gleichnamigen Orgelbaudynastie stammenden, als Orgelbauer gearbeitet. Anscheinend war er eng mit Leopold Mozart befreundet, der auf der ersten Reise, die er mit seinem Sohn Wolfgang Amadé nach Italien unternahm, vom Tod Johann Georg Kajetan Egedachers erfuhr. In einem Brief an seine Gattin Anna Maria vermutet er dann, dass Pfarrer Egedacher wohl an Wassersucht und Brand gestorben sei. Im Weiteren meinte Leopold Mozart: Ich bedaure ihn, er war ein ehrlicher Mann und ein alter bekannter und guter freund von mir.
Der am 18. Jänner 1919 auf Schloss Klessheim verstorbene Erzherzog Ludwig Viktor, jüngster Bruder von Kaiser Franz Joseph I., wurde auf dem Friedhof begraben.

## Bildergalerie

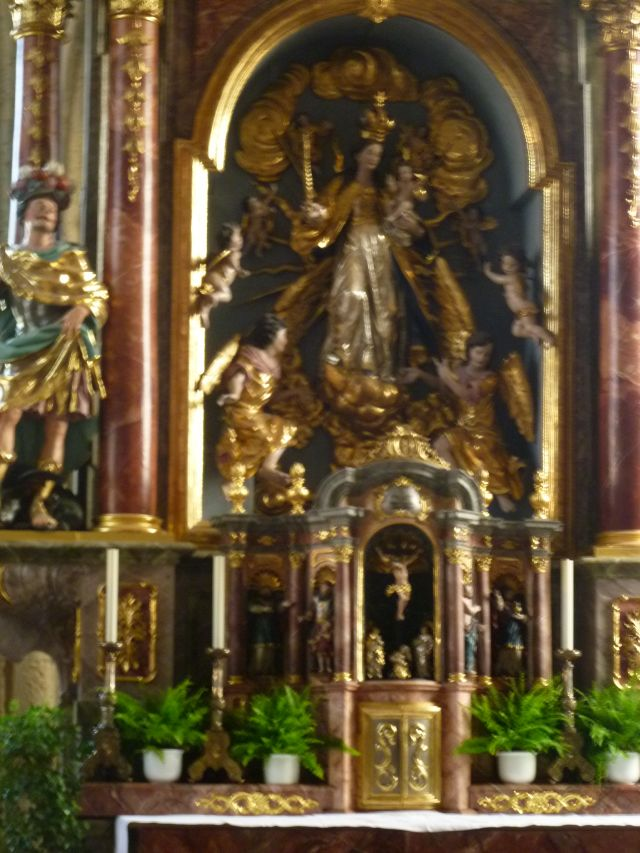
Pfarrkirche Siezenheim: Hauptaltar
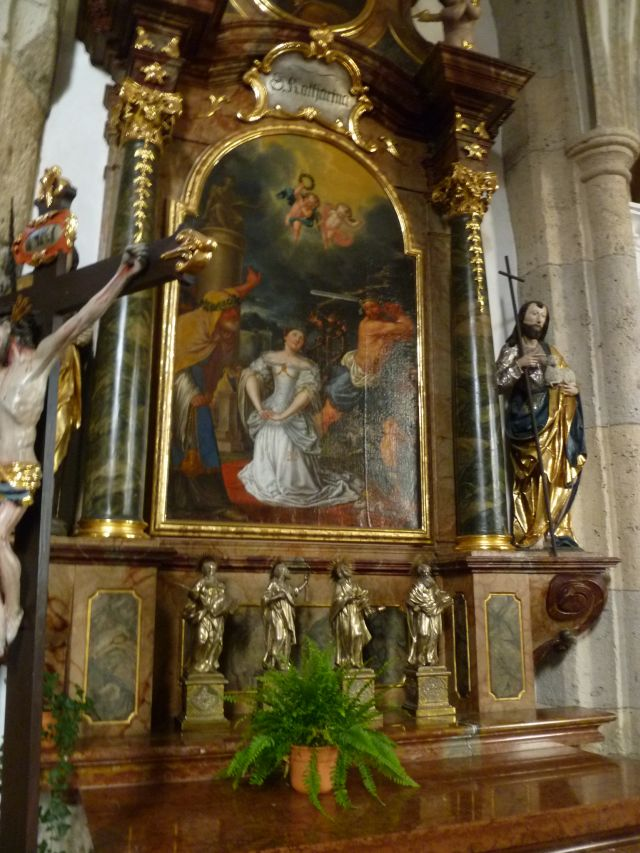
Pfarrkirche Siezenheim: Katharinenaltar
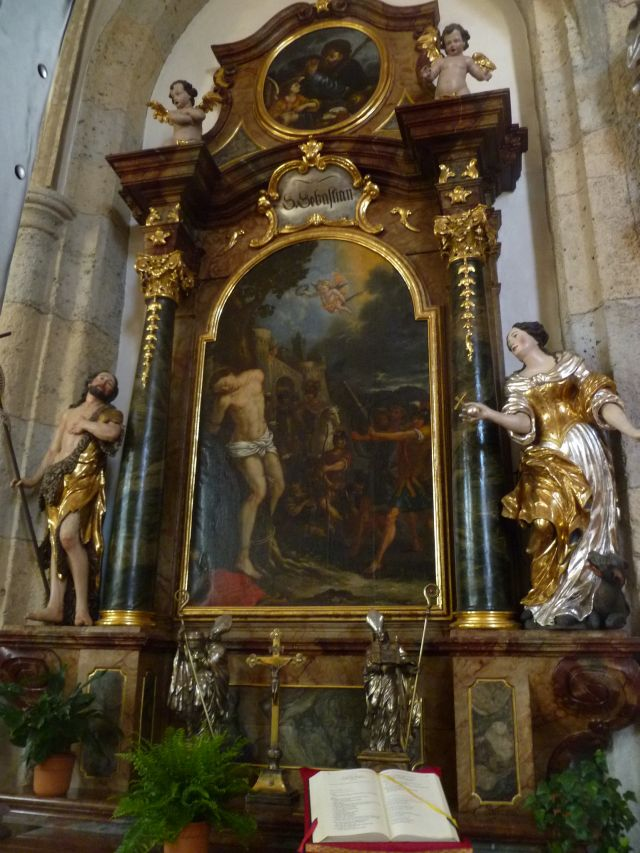
Pfarrkirche Siezenheim: Sebastiansaltar
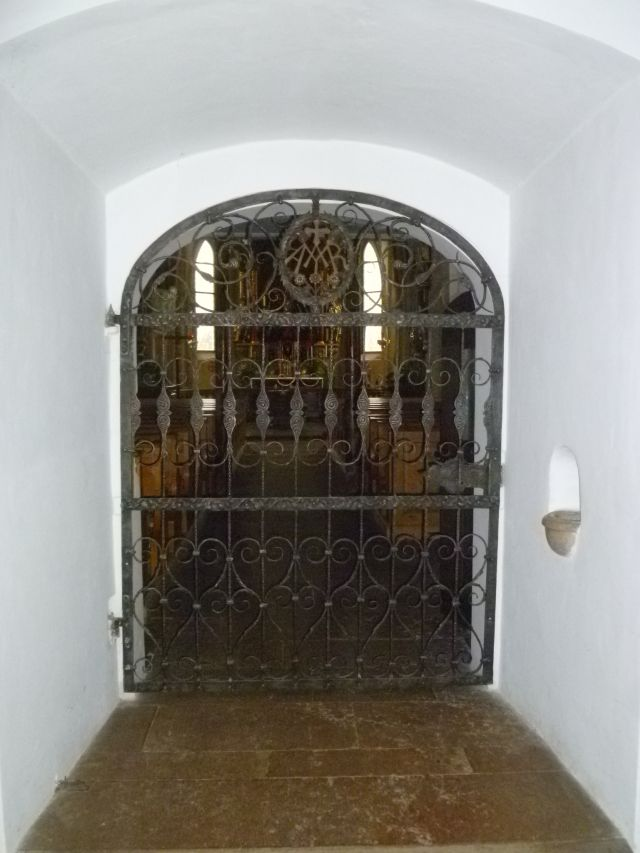
Schmiedeeisernes Absperrgitter in der Pfarrkirche Siezenheim
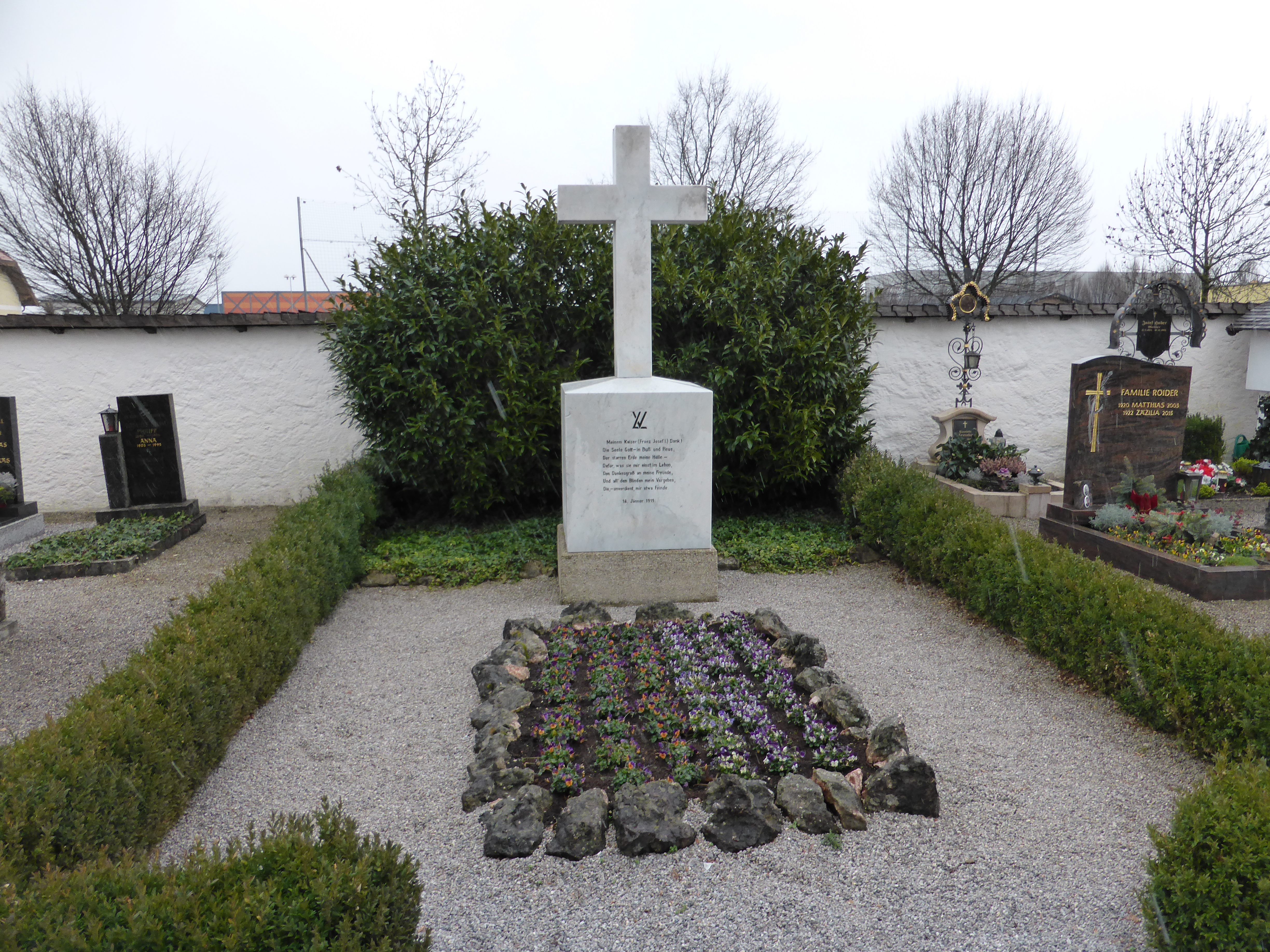
Grab des Erzherzogs Ludwig Viktor